# 賈迪克蘇丹
賈迪克蘇丹，(?-1520年)，哈薩克汗國政治人物。他是哈薩克汗國創始人汗賈尼別克的第九個兒子。
關於賈迪克的資訊很少。只知他是哈斯木汗的兄弟，在外交和政治事務上依賴他，米尔咱·马黑麻·海答儿認為他是有影響力的統治者之一。
他的兒子昔凱後來成為可汗，他的墓地位於烏爾根奇的Bakyrgan Ata區。